# 349 Dembowska
349 Dembowska eller  är en stor asteroid i huvudbältet, som upptäcktes 9 december 1892 av den franske astronomen Auguste Charlois. Den har fått sitt namn efter den italienska astronomen Ercole Dembowski.
Asteroiden har en diameter på ungefär 139 kilometer.